# Discriminant d'un corps de nombres

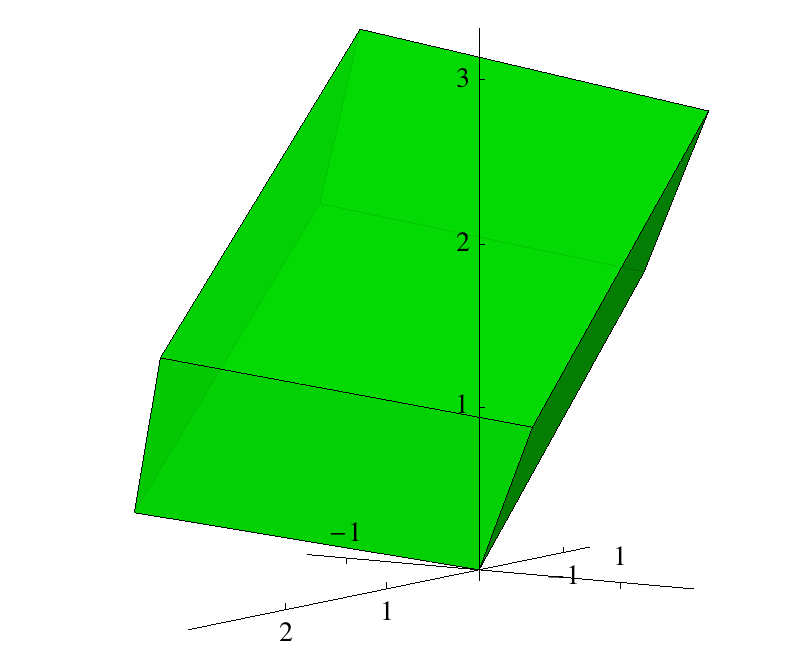
Un domaine fondamental de l'anneau des entiers du corps K obtenu à partir de en adjoignant une racine de. Ce domaine fondamental se trouve à l'intérieur de. Le discriminant de K est 49 = 7. En conséquence, le volume du domaine fondamental est 7 et K n'est ramifié qu'en 7.

En mathématiques, le discriminant d'un corps de nombres est un invariant numérique qui, moralement, mesure la taille de l'anneau des entiers de ce corps de nombres. Plus précisément, il est proportionnel au carré du volume du domaine fondamental de l'anneau des entiers, et il régule quels nombres premiers sont ramifiés.
Le discriminant est l'un des invariants les plus élémentaires d'un corps de nombres et apparaît dans plusieurs formules analytiques importantes telles que l'équation fonctionnelle de la fonction zêta de Dedekind de K et la formule analytique des nombres de classe pour K. Un théorème d'Hermite stipule qu'il n'y a qu'un nombre fini de corps de nombres de discriminant donné, mais la détermination de cette quantité est toujours un problème ouvert et fait l'objet de recherches.
Le discriminant de K peut être appelé discriminant absolu de K pour le distinguer du discriminant relatif d'une extension {\displaystyle K/L} de corps de nombres. Ce dernier est un idéal dans l'anneau des entiers de L et comme le discriminant absolu, il indique quels nombres premiers sont ramifiés dans {\displaystyle K/L}. C'est une généralisation du discriminant absolu permettant à L d'être plus grand que {\displaystyle \mathbb {Q} } ; en effet, lorsque {\displaystyle L=\mathbb {Q} }, le discriminant relatif de {\displaystyle K/\mathbb {Q} } est l'idéal principal de {\displaystyle \mathbb {Z} } engendré par le discriminant absolu de K.

## Définition
Soit K un corps de nombres, et soit {\displaystyle {\mathcal {O}}_{K}} l'anneau de ses entiers. Soit {\displaystyle (b_{1},\ldots ,b_{n})} une base intégrale de {\displaystyle {\mathcal {O}}_{K}} (c'est-à-dire une base en tant que {\displaystyle \mathbb {Z} }-module libre), et soit {\displaystyle \{\sigma _{1},\ldots ,\sigma _{n}\}} l'ensemble des plongements de K dans {\displaystyle \mathbb {C} } (c'est-à-dire des morphismes de K dans le corps des nombres complexes). Le discriminant de K est le carré du déterminant de la matrice B dont le coefficient (i, j) est {\displaystyle \sigma _{i}(b_{j})}. Formellement,
{\displaystyle \Delta _{K}=\det \left({\begin{array}{cccc}\sigma _{1}(b_{1})&\sigma _{1}(b_{2})&\cdots &\sigma _{1}(b_{n})\\\sigma _{2}(b_{1})&\ddots &&\vdots \\\vdots &&\ddots &\vdots \\\sigma _{n}(b_{1})&\cdots &\cdots &\sigma _{n}(b_{n})\end{array}}\right)^{2}.}
De manière équivalente, on peut utiliser la trace de K sur {\displaystyle \mathbb {Q} }. Plus précisément, définissons la forme trace comme étant la matrice dont le coefficient (i, j) est {\displaystyle \mathrm {Tr} _{K/\mathbb {Q} }(b_{i}b_{j})}. Cette matrice vaut {\displaystyle B^{T}B}, donc le discriminant de K est le déterminant de cette matrice.

## Exemples
- Corps quadratiques : soit d un entier sans facteur carré, alors le discriminant de {\displaystyle K=\mathbb {Q} ({\sqrt {d}})} est

{\displaystyle \Delta _{K}=\left\{{\begin{array}{ll}d&{\text{si }}d\equiv 1{\pmod {4}}\\4d&{\text{si }}d\equiv 2,3{\pmod {4}}.\\\end{array}}\right.}
Un entier qui apparaît comme le discriminant d'un corps quadratique est appelé un discriminant fondamental.
- Corps cyclotomiques : soit {\displaystyle n>2} un entier, soit {\displaystyle \zeta _{n}} une racine primitive n-ième de l'unité, et soit {\displaystyle K_{n}=\mathbb {Q} (\zeta _{n})} le n-ième corps cyclotomique. Le discriminant de {\displaystyle K_{n}} est donné par[3]

{\displaystyle \Delta _{K_{n}}=(-1)^{\varphi (n)/2}{\frac {n^{\varphi (n)}}{\displaystyle \prod _{p|n}p^{\varphi (n)/(p-1)}}}}
où {\displaystyle \varphi } est la fonction indicatrice d'Euler, et le produit au dénominateur porte sur les nombres premiers p divisant n.
- Bases de puissances : dans le cas où l'anneau des entiers peut s'écrire {\displaystyle {\mathcal {O}}_{K}=\mathbb {Z} [\alpha ]}, le discriminant de K est égal au discriminant du polynôme minimal de {\displaystyle \alpha }. Pour voir cela, on peut choisir {\displaystyle (1,\alpha ,\ldots ,\alpha ^{n-1})} comme base intégrale de {\displaystyle {\mathcal {O}}_{K}}. Alors, la matrice dans la définition est la matrice de Vandermonde associée à αi = σi(α), dont le déterminant au carré est

{\displaystyle \prod _{1\leq i<j\leq n}(\alpha _{i}-\alpha _{j})^{2}}
qui est exactement la définition du discriminant du polynôme minimal.
- Soit {\displaystyle K=\mathbb {Q} (\alpha )} le corps de nombres obtenu en adjoignant une racine α du polynôme {\displaystyle X^{3}-X^{2}-2X-8}. Il s'agit de l'exemple original de Richard Dedekind d'un corps de nombre dont l'anneau d'entiers ne possède pas de base de puissance. Une base intégrale est {\displaystyle \left\{1,\alpha ,{\frac {\alpha (1+\alpha )}{2}}\right\}} et le discriminant de K est –503[4],[5].
- Discriminants répétés : le discriminant d'un corps quadratique l'identifie de manière injective, mais ce n'est pas vrai en général, pour les corps de nombres de degré supérieur. Par exemple, il existe deux corps cubiques (en) non isomorphes de discriminant 3969. Ils sont obtenus en adjoignant une racine du polynôme {\displaystyle X^{3}-21X+28} ou {\displaystyle X^{3}-21X-35}, respectivement[6].

## Résultats fondamentaux
- Théorème de Brill[7] : le signe du discriminant est {\displaystyle (-1)^{r_{2}}} où {\displaystyle r_{2}} est le nombre de plongements complexes de K[8].
- Un nombre premier p se ramifie dans K si et seulement si p divise {\displaystyle \Delta _{K}}[9].
- Théorème de Stickelberger[10] :{\displaystyle \Delta _{K}\equiv 0{\text{ ou }}1{\pmod {4}}.}
- Borne de Minkowski[11] : soit n le degré de l'extension {\displaystyle K/\mathbb {Q} } et {\displaystyle r_{2}} le nombre de plongements complexes de K, alors{\displaystyle |\Delta _{K}|^{1/2}\geq {\frac {n^{n}}{n!}}\left({\frac {\pi }{4}}\right)^{r_{2}}\geq {\frac {n^{n}}{n!}}\left({\frac {\pi }{4}}\right)^{n/2}.}
- Théorème de Minkowski[12] : si {\displaystyle K\neq \mathbb {Q} }, alors {\displaystyle |\Delta _{K}|>1} (ceci découle directement de la borne de Minkowski).
- Théorème d'Hermite-Minkowski[13] : soit N un entier strictement positif. Il n'y a qu'un nombre fini (à isomorphismes près) de corps de nombres K avec {\displaystyle |\Delta _{K}|<N}. Encore une fois, cela découle de la borne de Minkowski ainsi que du théorème d'Hermite.

## Histoire

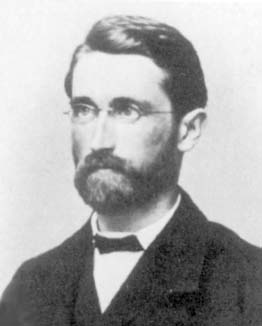
Richard Dedekind a montré que tout corps de nombres possède une base intégrale, lui permettant de définir le discriminant d'un corps de nombre arbitraire.

La définition du discriminant d'un corps de nombres général a été donnée par Dedekind en 1871. À ce stade, il connaissait déjà la relation entre le discriminant et la ramification.
Le théorème d'Hermite est antérieur à la définition générale du discriminant, Charles Hermite en publiant une preuve en 1857. En 1877, Alexander von Brill détermina le signe du discriminant. Leopold Kronecker fut le premier à énoncer le théorème de Minkowski en 1882, mais la première preuve ne fut donnée qu'en 1891, par Hermann Minkowski. La même année, Minkowski publia sa borne sur le discriminant. Vers la fin du XIXe siècle, Ludwig Stickelberger obtint son théorème sur le résidu du discriminant modulo 4,.

## Discriminant relatif
Le discriminant défini ci-dessus est parfois appelé discriminant absolu de K pour le distinguer du discriminant relatif {\displaystyle \Delta _{K/L}} d'une extension de corps de nombres {\displaystyle K/L}, qui est un idéal dans {\displaystyle {\mathcal {O}}_{L}}. Le discriminant relatif est défini de manière similaire au discriminant absolu, mais doit tenir compte du fait que les idéaux dans {\displaystyle {\mathcal {O}}_{L}} peuvent ne pas être principaux et qu'il peut ne pas y avoir de {\displaystyle {\mathcal {O}}_{L}}-base de {\displaystyle {\mathcal {O}}_{K}}. Soit {\displaystyle \{\sigma _{1},\ldots ,\sigma _{n}\}} l'ensemble des plongements de K dans {\displaystyle \mathbb {C} } qui sont l'identité sur L. Si {\displaystyle (b_{1},\ldots ,b_{n})} est une base quelconque de K sur L, soit {\displaystyle d(b_{1},\ldots ,b_{n})} le carré du déterminant de la matrice n par n dont le coefficient (i, j) est {\displaystyle \sigma _{i}(b_{j})}. Alors, le discriminant relatif de {\displaystyle K/L} est l'idéal engendré par les {\displaystyle d(b_{1},\ldots ,b_{n})} lorsque {\displaystyle \{b_{1},\ldots ,b_{n}\}} varie sur toutes les bases intégrales de {\displaystyle K/L}. Alternativement, le discriminant relatif de {\displaystyle K/L} est la norme de la différente de {\displaystyle K/L}. Lorsque {\displaystyle L=\mathbb {Q} }, le discriminant relatif {\displaystyle \Delta _{K/\mathbb {Q} }} est l'idéal principal de {\displaystyle \mathbb {Z} } engendré par le discriminant absolu {\displaystyle \Delta _{K}}. Dans une tour de corps {\displaystyle K/L/F}, les discriminants relatifs sont liés par
{\displaystyle \Delta _{K/F}={\mathcal {N}}_{L/F}\left({\Delta _{K/L}}\right)\Delta _{L/F}^{[K:L]}}
où {\displaystyle {\mathcal {N}}} désigne la norme relative.

### Ramification
Le discriminant relatif régule les données de ramification de l'extension de corps {\displaystyle K/L}. Un idéal premier p de L se ramifie dans K si, et seulement si, il divise le discriminant relatif {\displaystyle \Delta _{K/L}}. Une extension est donc non ramifiée si, et seulement si, son discriminant est l'idéal (1). La borne de Minkowski ci-dessus montre que {\displaystyle \mathbb {Q} } n'a pas d'extension non ramifiée non triviale. En revanche, les corps plus grands que {\displaystyle \mathbb {Q} } peuvent avoir des extensions non ramifiées : par exemple, si le nombre de classes d'un corps est strictement supérieur à 1, son corps de classes de Hilbert est une extension non triviale non ramifiée.

## Relation avec d'autres grandeurs
- Lorsqu'il est plongé dans {\displaystyle K\otimes _{\mathbb {Q} }\mathbb {R} }, le volume du domaine fondamental de {\displaystyle {\mathcal {O}}_{K}} est {\displaystyle {\sqrt {|\Delta _{K}|}}} (parfois une mesure différente est utilisée et le volume obtenu est {\displaystyle 2^{-r_{2}}{\sqrt {|\Delta _{K}|}}}).
- En raison de son apparition dans ce volume, le discriminant apparaît également dans l'équation fonctionnelle de la fonction zêta de Dedekind de K, et donc dans la formule analytique du nombre de classes, et le théorème de Brauer-Siegel.
- Le discriminant relatif de {\displaystyle K/L} est le conducteur d'Artin (en) de la représentation régulière du groupe de Galois de {\displaystyle K/L}. Ceci fournit une relation aux conducteurs d'Artin des caractères du groupe de Galois de {\displaystyle K/L}, appelée la formule conducteur-discriminant[24].